# Ballantrae
Ballantrae är en by i South Ayrshire, Skottland. Byn är belägen 21 km 
från Girvan. Orten har 293 invånare (1991).